# Alfons Navarro i Perona
Alfons Navarro i Perona (Gavà, 8 d'abril de 1929 - Viladecans, 10 d'agost de 1969), també conegut com a Navarro II, fou un futbolista català dels anys 1940 i 1950.

## Trajectòria
Germà petit del també futbolista Joaquim Navarro I, començà la seva trajectòria al CF Gavà, d'on passà al FC Barcelona. Jugà durant quatre temporades a un bon nivell en les quals guanyà dues lligues i una Copa Llatina. Això no obstant, intentà seguir les passes del seu germà i el 1950 marxà al Reial Madrid. Problemes de lesions van fer que no rendís al club blanc i marxà al Reial Valladolid primer i a la UE Lleida a continuació, amb aquest club a Segona Divisió.
L'any 1953 defensà els colors del CA Osasuna de Pamplona on tornà a rendir a alt nivell. Aquesta bona temporada va fer que el Barcelona s'interessés de nou en ell, jugant al club blaugrana durant dues temporades més, amb pocs minuts. Acabà la seva trajectòria al CD Comtal, al Girona FC, al Terrassa FC, al Gimnàstic de Tarragona i a la UE Sant Andreu.
Va morir a Viladecans el 1969 amb només 41 anys, després d'una greu malaltia.

## Palmarès
FC Barcelona
- Lliga d'Espanya: 2
  - 1947-48, 1948-49
- Copa Llatina: 1
  - 1948-49
- Copa Eva Duarte de Perón: 1
  - 1947-48